# River Volley 2012-2013
Questa voce raccoglie le informazioni riguardanti il River Volley nelle competizioni ufficiali della stagione 2012-2013.

## Stagione
La stagione 2012-13 è per il River Volley la quinta, la quarta consecutiva, in Serie A1, sponsorizzata sia dal gruppo Rebecchi che da quello Nordmeccanica: nella fase di mercato viene ingaggiato un nuovo allenatore, Davide Mazzanti, sostituito poi durante il corso della stagione da Giovanni Caprara, ed acquistate nuove giocatrici come le due palleggiatrici Francesca Ferretti e Danica Radenković, le schiacciatrici Lucia Bosetti, Floortje Meijners e Manuela Secolo, il libero Stefania Sansonna e diverse giovani come Laura Frigo ed Alessia Gennari; durante il campionato inoltre, arriva, dal Chieri Torino Volley Club, anche Martina Guiggi.

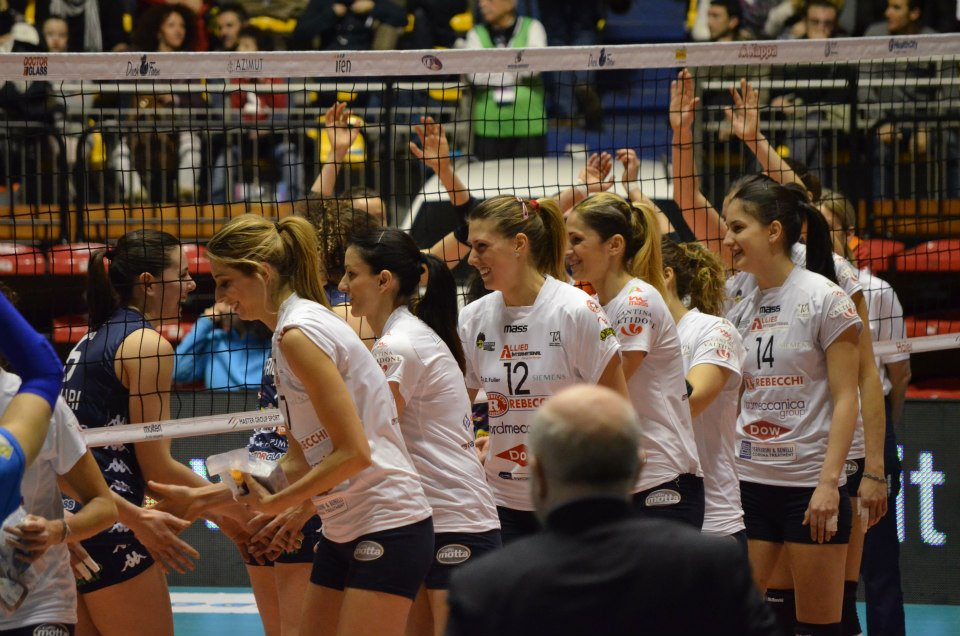
Il River Volley al termine di una partita

Nel girone d'andata del campionato, dopo una partenza alquanto altalenante, una buona serie di successi spinge la squadra nelle zone alte della classifica, tant'è che al termine della prima fase il River Volley è al secondo posto in classifica, risultato utile per qualificarsi alla Coppa Italia. Anche il girone di ritorno scorre via tranquillo, con solo due sconfitte: il club mantiene quindi il secondo posto in classifica alla fine della regular season, alle spalle della Futura Volley Busto Arsizio. Nei quarti di finale dei play-off scudetto la sfida è contro il Robursport Volley Pesaro, superato in due gare, con qualche difficoltà incontrata solamente in gara 1: il copione si ripete anche nelle semifinali, dove la squadra ad essere sconfitta è il Volley Bergamo; la formazione piacentina incontra poi in finale la sorpresa Imoco Volley di Conegliano: le prime due gare sono vinte al tie-break dalle emiliane, mentre gara 3 è persa con lo stesso risultato. La gara che assegna il primo scudetto della sua storia al River Volley è quella 4, con una vittoria per 3-1: tale successo consente anche la qualificazione, per la prima volta, alla Champions League 2013-14.
Il secondo posto in classifica al termine del girone d'andata permette al River Volley di partecipare alla Coppa Italia: nei quarti di finale supera sia all'andata che al ritorno la squadra di Torino e ciò consente l'accesso alla final-four di Assago; in semifinale la vittoria è contro il Volley Bergamo, mentre in finale viene sconfitto il Gruppo Sportivo Oratorio Pallavolo Femminile Villa Cortese: per il club di Piacenza è la prima affermazione nella competizione.
Il raggiungimento delle semifinali nella stagione 2011-12 consente alla squadra piacentina di accedere per la prima volta ad una competizione europea, ossia la Coppa CEV 2012-13: nei sedicesimi di finale la sfida è contro il Volejbol'nyj Universitet Luck, che a sorpresa vince la gara di andata e dopo aver perso quella di ritorno, fa suo il golden set, eliminando dalla competizione il River Volley. Tuttavia, da regolamento, la società italiana accede alla Challange Cup ed il cammino è spedito fino alla finale, superando nell'ordine due formazioni cipriote, l'ES Le Cannet ed il Turnverein Fischbek von 1921; in finale la sfida è contro lo Ženskij volejbol'nyj klub Dinamo Krasnodar, il quale vince la gara di andata, ma perde quella di ritorno: è nuovamente il golden set a negare la gioia della vittoria alla formazione emiliana.

## Organigramma societario
Area direttiva
- Presidente: Vincenzo Cerciello
- Presidente onorario: Antonio Cerciello
- Vicepresidente: Giovanni Rebecchi
- Direttore generale: Giorgio Varacca
- Segreteria generale: Samantha Marchionni

Area organizzativa
- Team manager: Andrea Cagnin
- Direttore sportivo: Michele Carra
- Direttore finanziario: Antonio Cerciello
- Segreteria amministrativa: Marco Zambelli
- Addetto arbitri: Massimo Cervini
- Coordinamento staff campo: Pietro Casalini

Area tecnica
- Allenatore: Davide Mazzanti (fino al 13 febbraio 2013), Giovanni Caprara (dal 18 febbraio 2013)
- Allenatore in seconda: Giulio Bregoli
- Scout man: Filippo Schiavo
- Coordinamento atlete: Marco Ramacci

Area comunicazione
- Ufficio stampa: Paolo Ghilardi
- Fotografo: Laura Rovellini
- Speaker: Luca Mulazzi
- Responsabile comunicazione: Alessandra Sperzagni

Area marketing
- Ufficio marketing: Carla Moggi

Area sanitaria
- Medico: Giuseppe Marletta, Pietro Zacconi
- Preparatore atletico: Sebastiano Chittolini
- Fisioterapista: Gianluca Grilli

## Rosa
| N° | Nome               | Ruolo | Data di nascita  | Nazionalità sportiva |
| -- | ------------------ | ----- | ---------------- | -------------------- |
| 1  | Laura Frigo        | C     | 26 ottobre 1990  | Italia               |
| 2  | Federica Valeriano | S     | 15 ottobre 1985  | Italia               |
| 3  | Alessia Gennari    | S     | 3 ottobre 1991   | Italia               |
| 4  | Manuela Leggeri    | C     | 9 maggio 1976    | Italia               |
| 6  | Carmen Țurlea      | S/O   | 18 novembre 1975 | Romania              |
| 7  | Floortje Meijners  | S     | 16 gennaio 1987  | Paesi Bassi          |
| 8  | Manuela Secolo     | S     | 22 febbraio 1977 | Italia               |
| 9  | Laura Nicolini     | C     | 23 marzo 1979    | Italia               |
| 10 | Francesca Ferretti | P     | 15 febbraio 1984 | Italia               |
| 11 | Stefania Sansonna  | L     | 1º novembre 1982 | Italia               |
| 12 | Martina Guiggi     | C     | 1º maggio 1984   | Italia               |
| 14 | Danica Radenković  | P     | 9 ottobre 1992   | Serbia               |
| 16 | Lucia Bosetti      | S     | 9 luglio 1989    | Italia               |
| 17 | Isabella Zilio     | L     | 5 marzo 1983     | Italia               |

## Mercato
| Acquisti | Acquisti           | Acquisti            | Acquisti   |
| R.       | Nome               | da                  | Modalità   |
| -------- | ------------------ | ------------------- | ---------- |
| S        | Lucia Bosetti      | Villa Cortese       | definitivo |
| P        | Francesca Ferretti | Robursport Pesaro   | definitivo |
| C        | Laura Frigo        | Asystel             | definitivo |
| S        | Alessia Gennari    | Villanterio         | definitivo |
| C        | Martina Guiggi     | Chieri Torino       | definitivo |
| S        | Floortje Meijners  | Busto Arsizio       | definitivo |
| P        | Danica Radenković  | Spartak Subotica    | definitivo |
| L        | Stefania Sansonna  | Asystel             | definitivo |
| S        | Manuela Secolo     | Crema               | definitivo |
| S        | Federica Valeriano | Universal Modena    | definitivo |
| L        | Isabella Zilio     | Pontecagnano Faiano | definitivo |

| Cessioni | Cessioni           | Cessioni            | Cessioni   |
| R.       | Nome               | a                   | Modalità   |
| -------- | ------------------ | ------------------- | ---------- |
| P        | Cinzia Callegaro   | ?                   | definitivo |
| S        | Elisa Cella        | BKS                 | definitivo |
| P        | Stefania Dall'Igna | Robur Tiboni Urbino | definitivo |
| L        | Nicole Davis       | Dresdner            | definitivo |
| S/O      | Anna Kajalina      | Villanterio         | definitivo |
| S        | Riikka Lehtonen    | Crema               | definitivo |
| C        | Serena Malvestito  | Casalmaggiore       | definitivo |
| S        | Hanka Pachale      | -                   | ritirata   |
| S        | Kristin Richards   | Yeşilyurt           | definitivo |

## Risultati

### Serie A1

#### Girone di andata
| 2ª giornata - 28 ottobre 2012 PalaCampanara, Pesaro       | Robursport Pesaro   | 0 - 3 | River          | 13-25, 21-25, 23-25               |
| 3ª giornata - 4 novembre 2012 PalaBanca, Piacenza         | River               | 2 - 3 | Bergamo        | 25-20, 19-25, 26-24, 22-25, 10-15 |
| 4ª giornata - 11 novembre 2012 PalaBanca, Piacenza        | River               | 3 - 0 | Chieri Torino  | 25-21, 25-15, 25-15               |
| 6ª giornata - 25 novembre 2012 PalaYamamay, Busto Arsizio | Busto Arsizio       | 3 - 0 | River          | 26-24, 25-19, 25-22               |
| 7ª giornata - 2 dicembre 2012 PalaBanca, Piacenza         | River               | 3 - 0 | Forlì Bologna  | 25-17, 25-18, 25-19               |
| 8ª giornata - 8 dicembre 2012 PalaMondolce, Urbino        | Robur Tiboni Urbino | 1 - 3 | River          | 25-23, 22-25, 16-25, 16-25        |
| 9ª giornata - 15 dicembre 2012 PalaBanca, Piacenza        | River               | 3 - 0 | Cuatto Giaveno | 25-13, 25-17, 26-24               |
| 10ª giornata - 22 dicembre 2012 PalaBorsani, Castellanza  | Villa Cortese       | 3 - 1 | River          | 22-25, 25-21, 25-18, 25-17        |
| 11ª giornata - 26 dicembre 2012 PalaBanca, Piacenza       | River               | 3 - 0 | Imoco          | 25-15, 25-22, 25-19               |

#### Girone di ritorno
| 13ª giornata - 19 gennaio 2013 PalaBanca, Piacenza           | River          | 1 - 3 | Robursport Pesaro   | 25-19, 23-25, 23-25, 20-25        |
| 14ª giornata - 2 febbraio 2013 PalaNorda, Bergamo            | Bergamo        | 1 - 3 | River               | 21-25, 25-22, 24-26, 22-25        |
| 15ª giornata - 9 febbraio 2013 PalaRuffini, Torino           | Chieri Torino  | 3 - 1 | River               | 25-27, 25-22, 26-24, 25-21        |
| 17ª giornata - 23 febbraio 2013 PalaBanca, Piacenza          | River          | 3 - 2 | Busto Arsizio       | 25-16, 21-25, 21-25, 25-12, 15-12 |
| 18ª giornata - 6 marzo 2013 PalaDozza, Forlì                 | Forlì Bologna  | 1 - 3 | River               | 22-25, 25-21, 17-25, 21-25        |
| 19ª giornata - 10 marzo 2013 PalaBanca, Piacenza             | River          | 3 - 0 | Robur Tiboni Urbino | 25-19, 25-16, 25-23               |
| 20ª giornata - 27 marzo 2013 Palazzetto dello Sport, Giaveno | Cuatto Giaveno | 1 - 3 | River               | 17-25, 27-25, 21-25, 19-25        |
| 21ª giornata - 30 marzo 2013 PalaBanca, Piacenza             | River          | 3 - 2 | Villa Cortese       | 25-16, 19-25, 22-25, 25-23, 17-15 |
| 22ª giornata - 6 aprile 2013 PalaVerde, Villorba             | Imoco          | 1 - 3 | River               | 19-25, 20-25, 25-21, 24-26        |

#### Play-off scudetto
| Quarti di finale (gara 1) - 16 aprile 2013 PalaBanca, Piacenza   | River             | 3 - 2 | Robursport Pesaro | 25-15, 24-26, 22-25, 25-18, 15-9  |
| Quarti di finale (gara 2) - 19 aprile 2013 PalaCampanara, Pesaro | Robursport Pesaro | 0 - 3 | River             | 19-25, 22-25, 15-25               |
| Semifinali (gara 1) - 26 aprile 2013 PalaBanca, Piacenza         | River             | 3 - 2 | Bergamo           | 25-15, 25-23, 22-25, 21-25, 16-14 |
| Semifinali (gara 2) - 29 aprile 2013 PalaNorda, Bergamo          | Bergamo           | 0 - 3 | River             | 20-25, 20-25, 15-25               |
| Finale (gara 1) - 5 maggio 2013 PalaVerde, Villorba              | Imoco             | 2 - 3 | River             | 25-22, 25-21, 15-25, 16-25, 8-15  |
| Finale (gara 2) - 7 maggio 2013 PalaBanca, Piacenza              | River             | 3 - 2 | Imoco             | 22-25, 16-25, 25-16, 25-21, 17-15 |
| Finale (gara 3) - 9 maggio 2013 PalaBanca, Piacenza              | River             | 2 - 3 | Imoco             | 21-25, 19-25, 25-14, 25-16, 12-15 |
| Finale (gara 4) - 11 maggio 2013 PalaVerde, Villorba             | Imoco             | 1 - 3 | River             | 10-25, 12-25, 25-22, 9-25         |

### Coppa Italia

#### Fase ad eliminazione diretta
| Quarti di finale (andata) - 8 gennaio 2013 PalaRuffini, Torino   | Chieri Torino | 0 - 3 | River         | 17-25, 24-26, 18-25        |
| Quarti di finale (ritorno) - 13 gennaio 2013 PalaBanca, Piacenza | River         | 3 - 1 | Chieri Torino | 25-20, 19-25, 25-18, 25-19 |
| Semifinali - 16 marzo 2013 PalaWhirlpool, Varese                 | Bergamo       | 1 - 3 | River         | 19-25, 25-19, 14-25, 19-25 |
| Finale - 17 marzo 2013 PalaWhirlpool, Varese                     | Villa Cortese | 0 - 3 | River         | 22-25, 21-25, 25-20        |

### Coppa CEV/Challenge Cup

#### Fase ad eliminazione diretta (Coppa CEV)
| Sedicesimi di finale (andata) - 24 ottobre 2012 Sporting Complex, Luc'k | Volyn Lutsk | 3 - 2 | River       | 17-25, 25-21, 17-25, 25-21, 15-13     |
| Sedicesimi di finale (ritorno) - 31 ottobre 2012 PalaBanca, Piacenza    | River       | 3 - 0 | Volyn Lutsk | 25:20, 25:15, 25:16 Golden set: 10-15 |

#### Fase ad eliminazione diretta (Challenge Cup)
| Sedicesimi di finale (andata) - 5 dicembre 2012 Apollon Hall, Limassol | Apollōn Limassol | 0 - 3 | River            | 10-25, 16-25, 12-25                                |
| Sedicesimi di finale (ritorno) - 11 dicembre 2012 PalaBanca, Piacenza  | River            | 3 - 0 | Apollōn Limassol | 25-8, 25-13, 25-4                                  |
| Ottavi di finale (andata) - 15 gennaio 2013 PalaBanca, Piacenza        | River            | 3 - 0 | AEL Limassol     | 25-9, 25-6, 25-10                                  |
| Ottavi di finale (ritorno) - 23 gennaio 2013 LTV Ael, Limassol         | AEL Limassol     | 0 - 3 | River            | 7-25, 7-25, 10-25                                  |
| Quarti di finale (andata) - 5 febbraio 2013 Gymnase Maillan, Le Cannet | Le Cannet        | 1 - 3 | River            | 27-25, 15-25, 20-25, 17-25                         |
| Quarti di finale (ritorno) - 12 febbraio 2013 PalaBanca, Piacenza      | River            | 3 - 2 | Le Cannet        | 25-21, 20-25, 25-13, 24-26, 15-13                  |
| Semifinali (andata) - 27 febbraio 2013 CU Arena, Amburgo               | Fischbek         | 0 - 3 | River            | 19-25, 12-25, 22-25                                |
| Semifinali (ritorno) - 3 marzo 2013 PalaBanca, Piacenza                | River            | 3 - 0 | Fischbek         | 25-16, 25-16, 25-21                                |
| Finale (andata) - 20 marzo 2013 PalaBanca, Piacenza                    | River            | 2 - 3 | Dinamo Krasnodar | 25-17, 20-25, 24-26, 25-13, 10-15                  |
| Finale (ritorno) - 24 marzo 2013 Dvorec sporta Olimp, Krasnodar        | Dinamo Krasnodar | 1 - 3 | River            | 25-17, 20-25, 24-26, 25-13, 10-15 Golden set: 15:8 |

## Statistiche

### Statistiche di squadra
| Competizione              | Punti | In casa | In casa | In casa | In trasferta | In trasferta | In trasferta | Totale | Totale | Totale |
| Competizione              | Punti | G       | V       | P       | G            | V            | P            | G      | V      | P      |
| ------------------------- | ----- | ------- | ------- | ------- | ------------ | ------------ | ------------ | ------ | ------ | ------ |
| Serie A1                  | 38    | 13      | 10      | 3       | 13           | 10           | 3            | 26     | 20     | 6      |
| Coppa Italia              | -     | 1       | 1       | 0       | 1            | 1            | 0            | 4      | 4      | 0      |
| Challenge Cup (Coppa CEV) | -     | 6       | 5       | 1       | 6            | 5            | 1            | 12     | 10     | 2      |
| Totale                    | -     | 20      | 16      | 4       | 20           | 16           | 4            | 42     | 34     | 8      |

G = partite giocate; V = partite vinte; P = partite perse

### Statistiche dei giocatori
| L. Bosetti    | 26 | 387 | 322 | 57 | 9  | 4 | 53 | 45 | 8  | 0 | Statistiche assenti | 30 | 440 | 367 | 65 | 9  |
| F. Ferretti   | 23 | 40  | 16  | 22 | 2  | 4 | 10 | 4  | 4  | 2 | Statistiche assenti | 27 | 50  | 20  | 26 | 4  |
| L. Frigo      | 4  | 18  | 14  | 4  | 0  | 1 | 0  | 0  | 0  | 0 | Statistiche assenti | 5  | 18  | 14  | 4  | 0  |
| A. Gennari    | 2  | 2   | 2   | 0  | 0  | 0 | 0  | 0  | 0  | 0 | Statistiche assenti | 2  | 2   | 2   | 0  | 0  |
| M. Guiggi     | 15 | 164 | 106 | 50 | 9  | 2 | 18 | 10 | 8  | 0 | Statistiche assenti | 17 | 182 | 116 | 58 | 9  |
| M. Leggeri    | 25 | 237 | 153 | 77 | 7  | 4 | 27 | 15 | 12 | 0 | Statistiche assenti | 29 | 264 | 168 | 89 | 4  |
| F. Meijners   | 23 | 402 | 342 | 29 | 31 | 4 | 65 | 53 | 3  | 9 | Statistiche assenti | 27 | 467 | 395 | 32 | 40 |
| L. Nicolini   | 20 | 104 | 72  | 30 | 2  | 2 | 15 | 10 | 5  | 0 | Statistiche assenti | 22 | 119 | 82  | 35 | 2  |
| D. Radenković | 23 | 12  | 0   | 7  | 5  | 3 | 0  | 0  | 0  | 0 | Statistiche assenti | 26 | 12  | 0   | 7  | 5  |
| S. Sansonna   | 23 | -   | -   | -  | -  | 4 | -  | -  | -  | - | Statistiche assenti | 27 | -   | -   | -  | -  |
| M. Secolo     | 23 | 78  | 66  | 11 | 1  | 4 | 12 | 10 | 2  | 0 | Statistiche assenti | 27 | 90  | 76  | 13 | 1  |
| C. Țurlea     | 25 | 395 | 360 | 29 | 6  | 4 | 54 | 45 | 8  | 1 | Statistiche assenti | 29 | 419 | 405 | 37 | 7  |
| F. Valeriano  | 16 | 0   | 0   | 0  | 0  | 2 | 0  | 0  | 0  | 0 | Statistiche assenti | 18 | 0   | 0   | 0  | 0  |
| I. Zilio      | 6  | 1   | 1   | -  | -  | 1 | -  | -  | -  | - | Statistiche assenti | 7  | 1   | 1   | -  | -  |

P = presenze; PT = punti totali; AV = attacchi vincenti; MV = muri vincenti; BV = battute vincenti